# 水原薰
水原薰（日语：／ Mizuhara Kaoru，6月26日—）是日本的女性聲優。千葉縣出身。身高158cm。血型為Rh-O型。
廣泛熟知的角色是《幸運☆星》中的日下部美紗緒和《食靈》中的諫山黄泉。
在2010年10月31日退出Media Force。2011年5月1日加入Across Entertainment，2015年4月退出。

## 軼事
- 《幸運☆星》中演飾日下部美紗緒的水原，在第18話中蛋糕掉落的一幕中的「（細菌是不會沾上的啦！）」這句臺詞中句尾的發成的音，讓人感覺到一種口齒不清的特殊魅力。而這也被認為是水原本人和她飾演的角色人氣之高的主要原因。
- 特別是這個音能給眾多的愛好者帶來強烈的衝擊這一點也被《幸運☆星 角色歌 Vol.009 背景組合》後半作為材料而使用。而且在《幸運☆星 角色歌 Vol.013 日下部美紗緒》中更出現在歌曲的標題中。
- 在水原為美紗緒具有個人特徵的聲線苦惱的時候，美紗緒在其夢中出現，而模仿當時出現的美紗緒的聲音給音響監督聽過之後便得到了「OK」的答復。而且就像前述所說，美紗緒的聲音和水原本來的聲音大不相同，而用這種聲音來唱出角色歌也顯示了水原的演繹才能。
- 在《新幸運☆頻道》的發言中得知她屬於「飯量大的角色（大食いキャラ）」。還和同節目中的白石稔共同創作了《聖鬥士星矢》風格的主題曲。
- 因為和茅原實里共同飾演了《喰霊 -零-》中的角色，由白石稔介紹而關係親密了起來。據說從這張單曲開始就成了粉絲。

## 出演作品
※黑體為主角・主要角色

### 電視動畫
2006年
- 少女愛上姊姊（下級生2、女學生）
- 恋する天使アンジェリーク〜心のめざめる時〜（少女）
- 爆球Hit! 轟烈彈珠人（月野春子）

2007年
- 萌少女的戀愛時光（相田いつお、源すもも、女學生、男學生、男學生B）
- MOONLIGHT MILE 1stシーズン -Lift off-（竹永建設女社員）
- 幸運☆星（日下部美紗緒）

2008年
- 喰霊―零―（諫山黄泉）
- バトルスピリッツ 少年突破バシン（生徒B）

2009年
- 仰望天空的少女瞳中的世界（戶部貴志）
- 加奈日記（天野咲紀）
- 公主戀人（竹園英里香）
- 乃木坂春香的秘密 第二季（楠本水面）

2010年
- 守護貓娘緋鞠（タマ）
- 花圈圈幼稚園（草野老師、蘭）
- 百花繚亂（柳生義仙）

2011年
- 放浪息子（二宮文彌、佐佐媽媽）
- 日常（中村老師、まさお、清志、小米、阪本先生（叫聲）、吾妻、女學生、まーちゃん）
- 我們仍未知道那天所看見的花的名字。（本間聰志、春菜）
- 魔乳秘劍帖（魔乳影房）
- 便·當（學生會A、廣播、護士A）
- 未來日記（天野禮亞）
- 緋彈的亞莉亞（女學生A）
- 神的記事本（女孩B）
- 魔幻三次方（書店的女性、阿姨、女學生、空城日向、老太太、熟女）

2012年
- 槍械少女！！（弟弟）

2013年
- 百花繚亂 SAMURAI BRIDE（柳生義仙）
- 魔王勇者（羽妖精A）
- 戀曲寫真（紅林勝美）
- 夜櫻四重奏 -花之歌-（狂卷石榴）

2014年
- 摸索吧！部活剧（渡边美樱）
- 東京ESP（小企）

2015年
- 摸索吧！部活劇Spinoff 和噗嚕噗嚕夏露姆遊玩吧（渡边美樱）

2016年
- 烙印勇士（派克）
- 鋼鐵交響樂（卡柯）

2017年
- 烙印勇士 第2期（派克）

2018年
- 不受歡迎之家（紐手時世）

### OVA
- 幸運☆星OVA（日下部美紗緒）

### 劇場動畫
- Genius Party #6『夢見るキカイ』（赤ちゃん）
- Genius Party BEYOND #4 『陶人キット』（女）
- 劇場版 我們仍未知道那天所看見的花的名字。（本間聰志[a]）

2015年
- 心靈想要大聲呼喊。（春菜）

### 遊戲
- ドラゴニア（アナウンサー）
- 幸運☆星的森林（日下部美紗緒）
- 幸運☆星 〜陵櫻學園 櫻藤祭〜（日下部美紗緒）
- 2次萌萌大戰 (略)（燕）
- Bloody call（秀真凜）
- 絶対迷宮グリム 〜七つの鍵と楽園の乙女〜（いばら姬）[1]
- 魔女與百騎兵2（百騎兵[2]）
- 魔法氣泡俄羅斯方塊（T）

### 音樂CD
- 幸運☆星角色歌 Vol.009 背景版二人組，與峰岸綾乃（聲：相澤舞）
- らき☆すたRe-Mix002〜『ラキスタノキワミ、アッー』【してやんよ】〜（背景組合）
- 幸運☆星角色歌 Vol.013 日下部美紗緒
- 「夢の足音が聞こえる」（TV動畫「喰霊－零－」片尾曲）
- 「喰霊－零－ 角色歌曲 Vol.1」（TV動畫「喰霊－零－」片頭曲，与茅原实里合唱） （2009年2月4日）

### Drama CD
- ゼロイン（氏家綾）
- 大正野球娘。 乙女たちのハイキング（川島乃枝）
- 笨蛋，測驗，召喚獸（木下秀吉）
- 每日新聞1000大ニュースDXパック ラジオCD『ラジオDX 下田麻美と水原薫のanytime ちくわぶ★』（ニッチ）
- ラジオDX セガダイレクトさよならCD Tschuess! セガダイレクト最後の聖戦!（ニッチ）
- 幸運☆星廣播劇CD（日下部美紗緒）

### 廣播
- 幸運☆頻道（第37回助理（日下部美紗緒））
- 集英学園乙女研究部( )（2007年9月30日、2008年1月27日嘉賓）
- （17回之後的助理）
- 新幸運☆頻道（助理2号（日下部美紗緒））
- 「喰霊-零-」超自然災害廣播對策室
- 這樣算是殭屍嗎？（春奈）

### 著作
- 配音劇場PAPRION！水原小姐（月刊COMIC RUSH2009年8月號 - ，擔當監修，漫畫：今野隼史）

## 註解
1. ↑  劇場版末配音員表中記載為聰史

## 外部連結
- （日語）官方資料 （页面存档备份，存于）
- （日語）（官方博客）

1. ↑  . ファミ通.com.   [2015-01-17]. （原始内容存档于2015-01-29）.
2. ↑  . 魔女と百騎兵 Revival　公式WEBサイト.   [2015-05-12]. （原始内容存档于2015-05-15）.